# اوراق سبز
اوراق  سبز، سندی چاپی است که با جلد کاغذی سبز رنگ، به وسیلهٔ یکی از وزارتخانه‌ها یا ادارات دولت منتشر می‌شود تا موجب برانگیختن بحث و اظهار نظر عمومی در باب یک خط مشی پیشنهادی جدید (یا تغییر در یک خط مشی موجود) گردد. این کار در سال ۱۹۶۷ آغاز شد.
اوراق سبز در اتحادیه اروپا، انگلستان، کشورهای مشترک المنافع، هنگ کنگ و ایالات متحده آمریکا، عبارت است از یک گزارش دولتی آزمایشی و سند مشاوره طرح‌های سیاسی برای بحث و گفتگو است. اوراق سبز بهترین راهنما برای دولت است تا بتواند راه حلی برای مسئله پیش رو پیشنهاد دهد، اما، به صورت غیرمتعهد باقی می‌ماند. اوراق سبز قادر است بدون از دست دادن وجهه خود، تا زمانی که مورد بررسی قرار گرفته و منتظر واکنش عمومی باشد، تصمیم نهایی خود را باز نگه دارد. اوراق سبز ممکن است منجر به تولید اوراق سفید شود. آن‌ها ممکن است به عنوان متون خاکستری مورد بررسی قرار گیرند.

## کانادا
اوراق سبز در کانادا مثل اوراق سفید، یک سند رسمی دولتی است. مقالات سبز تمایلی به اظهارات در خصوص سیاست‌های جاری ندارند بلکه، گزاره‌هایی را برای ملت‌ها قبل از بحث و بررسی ارائه می‌دهند. آن‌ها در اوایل فرایند سیاستگذاری، در حالی که طرح‌های پیشنهادی وزرا در حال فرموله شدن است تولید می‌شوند. بسیاری از مقالات سفید در کانادا تحت تأثیر مقالات سبز بوده‌اند، در حالی که حداقل یک اوراق سبز – که در مورد مسئله مهاجرت و جمعیت در سال ۱۹۷۵ بود- پس از اینکه دولت قانون آن را پیش‌نویس کرده بود برای مناظره عمومی منتشر شد.

## انگلستان
به‌طور مشابه، در انگلستان نیز مقالات سبز به عنوان اسناد مشاوره رسمی دولت هستند که توسط دولت برای بحث در داخل و خارج از پارلمان تولید می‌شود. به عنوان مثال، زمانی که یک اداره دولتی قصد دارد تا یک قانون جدید را معرفی نماید.

## اتحادیه اروپا
اوراق سبز منتشر شده توسط اتحادیه اروپا یک سند بحث و مشاوره‌ای است که برای بحث و راه اندازی یک فرایند مشاوره‌ای در یک موضوع خاص در سطح اروپا در نظر گرفته شده‌است. اوراق سبز معمولاً طیف وسیعی از عقاید و نظرات را فراهم می‌کند و از افراد و سازمان‌های علاقمند دعوت می‌کند تا دیدگاه‌ها و اطلاعات خود را به اشتراک گذارند. به دنبال این اوراق، ممکن است اوراق سفید تولید شود که مجموعه‌ای رسمی از طرح‌های پیشنهادی است که به عنوان یک وسیله نقلیه برای حرکت و پیشرفت به سمت قانونی شدن از آن استفاده می‌شود.